# Radio Bemba Sound System
Radio Bemba Sound System es el primer álbum en directo de Manu Chao, publicado en Europa en 2002 que recoge las grabaciones de varios conciertos. Es el CD adjunto al DVD Babylonia en Guagua filmado durante dos noches (4 a 5 de septiembre) en 2000 durante la gira para Próxima estación: Esperanza. Muchas de las canciones que se encuentran en este álbum, tales como "Machine Gun", "Peligro", "Mala Vida", "King Kong Five" y "El Mono", son canciones originalmente grabadas por la anterior banda de Manu Chao, Mano Negra.

## Lista de canciones
1. Intro - 0:51
2. Bienvenida a Tijuana - 1:57
3. Machine Gun - 2:15
4. Por dónde saldrá el sol? - 2:43
5. Peligro - 3:11
6. Welcome to Tijuana - 2:51
7. El viento - 2:43
8. Casa Babylon - 2:36
9. Por el suelo - 3:56
10. Blood and Fire - 2:36
11. EZLN...Para tod@s todo... - 1:43
12. Mr Bobby - 3:38
13. Bongo Bong - 1:06
14. Radio Bemba - 0:22
15. Que paso qué pasó - 0:55
16. Pinocchio (viaggio in groppa al tonno) - 0:47
17. Cahi en la trampa - 2:11
18. Clandestino - 3:01
19. Rumba de Barcelona - 3:33
20. La despedida - 4:04
21. Mala vida - 2:28
22. Radio Bemba - 0:35
23. Que paso qué pasó - 1:12
24. Pinocchio (viaggio in groppa al tonno) - 0:46
25. La primavera - 3:33
26. The Monkey - 2:01
27. King Kong Five - 2:45
28. Minha galera - 3:18
29. Promiscuity - 1:43

## Personal
Radio Bemba Sound System es también el nombre de la banda de apoyo de Manu Chao, Radio Bemba, llamado así por el sistema de comunicación utilizado en la Sierra Maestra por los comandantes Castro y Guevara en la Revolución Cubana.
- Voz y guitarra rítmica - Manu Chao
- Guitarra - Madjid Fahem
- Bajo eléctrico - Gambeat
- Batería - David Bourgnion
- Percusión - Gerrard
- Teclados - Julio Lobos
- Voces - Bidji alias Lyricson
- Trompeta - Roy Paci
- Trombón - Gianni Salazar Camacho
- Acordeón - B-Roy

## Posicionamiento en listas

### Listas semanales
| Lista (2002)      | Mejor posición |
| ----------------- | -------------- |
| Argentina (CAPIF) | 1              |